# Cumberland (Regno Unito)
Cumberland è una delle 39 contee storiche, situate nel nord-ovest dell'Inghilterra.
La contea tradizionale confinava col Northumberland e Durham a est, con il Westmorland a sud, con l'area di  Furness (Lancashire) a sud-ovest, con il Dumfriesshire a nord e il Roxburghshire a nord-est. Dal 1974 è diventata parte della contea di Cumbria.
Il tradizionale capoluogo di contea era Carlisle e la maggior parte del Lake District National Park era geograficamente collocato nel Cumberland.
La contea era amministrativamente divisa in 5 circoscrizioni:
- Allerdale above Derwent
- Allerdale below Derwent
- Cumberland
- Eskdale
- Leath

Nel 1889, a seguito del Local Government Act dell'anno precedente, venne creato un Consiglio di contea per amministrare l'antica contea di Cumberland.  Il Local Government Act del 1894 divise poi la contea in distretti urbani e distretti rurali.
Carlisle divenne capoluogo di contea (1915).
Il Local Government Act del 1972 abolì la contea amministrativa del Cumberland nel 1974, che fu unita con Westmorland e parti del Lancashire e del West Riding of Yorkshire a formare la nuova contea non metropolitana di Cumbria.